# Accelerating change
In der Futurologie bezeichnen accelerating change und law of accelerating returns (deutsch etwa „Gesetz des sich beschleunigenden Nutzens“) das Zunehmen der Qualität als auch der Quantität technischer Errungenschaften, zu denen nicht nur Erfindungen, sondern auch Wissen und die Evolution selbst gezählt werden. Diese Zunahme, so die Theorie, verlaufe exponentiell. Als populärer Verfechter dieser Idee wird oft Raymond Kurzweil genannt.

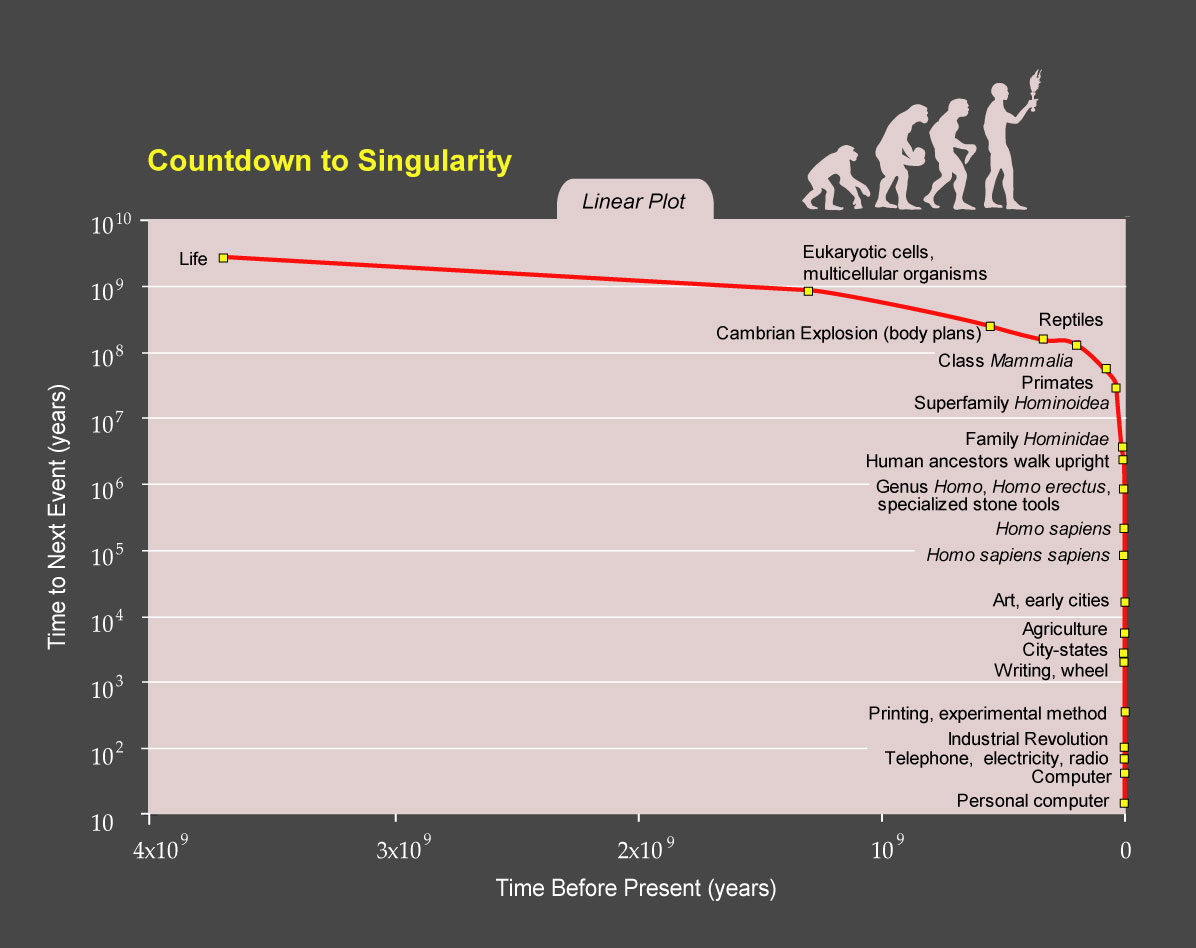
Einige Beispiele für Meilensteine, die laut Kurzweil Teil des Gesetzes des sich beschleunigenden Nutzens sind

Kurzweil geht davon aus, dass das mooresche Gesetz nur ein kleiner Teil eines größeren allgemein gültigen Gesetzes sei, nämlich des Gesetzes des sich beschleunigenden Nutzens. Weiter formuliert er, dass eine Technologie, soweit sie sich nicht mehr weiterentwickeln kann (wenn zum Beispiel Transistoren so klein werden, dass sie nicht mehr gekühlt werden können, oder negative quantenmechanische Effekte sich bemerkbar machen), von einer anderen abgelöst werde. Dieses Gesetz führe laut Kurzweil zwangsläufig zur technologischen Singularität, in der sich Mensch und Maschine (bzw. künstliche Intelligenz) verbinden.
Kurzweil beschreibt das Gesetz des sich beschleunigenden Nutzens in seinem Buch Homo S@piens und in seinem 2001 erschienenen Essay The Law of Accelerating Returns.